# 葉紹袁
葉紹袁（1589年—1648年），原名寶生，字仲韶，號鴻振，晚號天寥道人，南直隸蘇州府吳江縣人，民籍，明朝政治人物、文人。

## 生平
葉家為吳江大族，葉紹袁本支屬吳中葉氏汾湖派。曾祖葉旦（1499-1567），字文卿，號一愚，太學生。以長子葉可成贈工部虞衡司主事，配汝氏，有三子。祖父葉可畏（1536-1586）為葉旦第三子，字懋時，號肖愚，庠生，以次子葉重第贈文林郎。父葉重第為萬曆十四年進士。母為馮敏功女。葉紹袁出生前，父母育有四子皆早殤，於是按習俗，父親將其送至同榜進士友人袁黃處撫養。
天啟四年（1624年）甲子科應天鄉試舉人，五年（1625年）乙丑科進士，與從弟葉紹顒同榜。任南京武學教授，改國子監助教，升工部主事，因魏忠賢擅權，以母老告歸。明亡後，攜三子出家為僧，法名木拂。清順治五年（1648年）卒於平湖孝廉馮兼山的耘廬別墅。

## 著作
有才名，工詩文。著有《湖隱外史》、《甲行日注》、《自撰年譜》、《年譜別記》、詩集《秦齋怨》等。

## 家庭
妻沈宜修為山東按察司副使沈珫之女，育有五女八子。

### 子女後輩
女：
- 長女葉紈紈（1610-1632），字昭齊。適袁黃子袁儼之子袁崧。著有《愁言》。
- 仲女葉小紈（1613-1657），字蕙綢。適沈璟之孫沈永禎。著有雜劇《鴛鴦夢》。
- 三女葉小鸞（1616-1632），名瓊章，一字瑤期。聘於崑山張魯唯長子張立平，於婚嫁前五日過世[6][7]。著有《返生香》。
- 四女失載
- 五女葉小繁（1626-？），字千纓，一字香期。適長洲王世仁之孫王復烈。

子：
- 長子葉世佺（1614-1658），字雲期，府庠生，復社成員[8]。配太僕寺卿金之鑛女金氏。
- 次子葉世偁（1618-1635），字聲期，縣庠生。聘崑山顧咸建之女顧紘，葉世偁亡後過門守貞。著有《百旻遺草》一卷。以四弟葉世侗長子葉舒崇為嗣。
- 三子葉世傛（1619-1640），字威期，縣庠生。配沈珫五子沈自炳（舉人，復社成員）長女沈憲英（字蘭支）[9]。著有《靈護集》。有一女葉寶珠（1640-1643）為葉紹袁長孫女。以四弟葉世侗次子葉舒徽為嗣。
- 四子葉世侗（1620-1650），字開期，府庠生。配周用孫周仲烈之女周盈盈。清初江南驚隱詩社成員[10]。
- 五子葉世儋（1624-1643），字遐期，一字書期，縣庠生。
- 六子葉燮（1627-1703），原名世倌，字星期，號獨巖，一號己畦，世稱橫山先生。配嘉善王子亮女王氏。
- 七子葉孚（1629-1655），原名世倕，字工期，一字弓期，縣庠生。
- 八子葉世儴（1631-1635）

侄輩：
- 葉世任，又名世僟，字聖旃，葉紹顒子。
- 葉世位，字一旃。
- 葉世儉，字慈仲。

孫輩：
- 葉舒崇，字寶掌，一字元禮，號宗山，又號謝齋。葉世侗長子，葉紹袁長孫，出嗣伯父葉世偁。康熙十五年（1676年）丙辰科進士。著有《宗山集》、《謝齋詞》等。納蘭性德摯友，為其夫人盧氏撰寫墓誌銘《皇清納臘室盧氏墓誌銘》。
- 葉舒穎，字學山。曾祖葉重科（葉可畏長子），祖父葉紹鼎，父葉世儼。葉紹袁侄孫。順治十四年（1657年）丁酉科鄉試副榜貢生。著有《葉學山先生詩稿》等。
- 葉舒璐（1663-1735），字景鴻，一字鏡泓，號分干。曾祖葉重科，祖父葉紹顒，父葉楫（改姓吳，字惠旃，號萊亭，康熙二十四年（1685年）乙丑科進士。娶吳洪裔孫女）。葉紹袁侄孫。著有《分干詩鈔》、《月佩詞》等。夫人吳曇素為吳洪裔孫女，著有詩集《采秀閣詩草》[11]。